# Советск (Тульская область)
Сове́тск — город (с 1954) в Щёкинском районе Тульской области России.
Образует городское поселение город Советск.

## Этимология
Возник в 1949 году как рабочий посёлок Советский при Щёкинской ГРЭС. С 1954 года — город Советск, топоним «идеологической» направленности.

## География
Расположен на реке Упа (бассейн Оки), в 11 км к юго-востоку от Щёкино, в 43 км от Тулы.

## История
- 1793 деревня Никольское обозначена в этом месте на картах Российской Империи.
- 26 октября 1949 года посёлок при строительстве Щёкинской ГРЭС отнесен к категории рабочих посёлков с присвоением ему наименования Советский[5].
- 31 декабря 1954 года рабочий посёлок Советский преобразован в город районного подчинения с присвоением ему наименования — город Советск. В городскую черту города Советска включён посёлок Упинский.
- С 2006 года город образует муниципальное образование (городское поселение) «город Советск».

## Население
| 1959   | 1970    | 1979    | 1989    | 1996  | 1998  | 2000  | 2001  | 2002  |
| ------ | ------- | ------- | ------- | ----- | ----- | ----- | ----- | ----- |
| 10 099 | ↗11 024 | ↘10 432 | ↘10 077 | ↘9800 | ↘9500 | ↘9100 | ↘8800 | ↘8770 |
| 2005   | 2006    | 2007    | 2008    | 2010  | 2011  | 2012  | 2013  | 2014  |
| ↘8400  | ↘8100   | ↘7900   | ↘7700   | ↘7536 | ↘7500 | ↘7442 | ↗7452 | ↘7363 |
| 2015   | 2016    | 2017    | 2018    | 2019  | 2020  | 2021  |       |       |
| ↘7347  | ↗7360   | ↗7440   | ↘7405   | ↘7358 | ↘7337 | ↗7889 |       |       |

На 1 января 2025 года по численности населения город находился на 1009-м месте из 1124 городов Российской Федерации.

## Промышленность
- Щёкинская ГРЭС — конденсационная теплоэлектростанция на природном газе установленной мощностью 400 МВт.
- Завод котельно-вспомогательного оборудования и трубопроводов.
- Завод SKS Medical - производство медицинской техники, мебели и оборудования.
- Бумажная шведская фабрика SCA с 2009 года, далее переименованная в Essity (Эссити). В 2023 продана российским инвесторам и переименована в 2024 году в ООО «ЭвоКом»

## Галерея

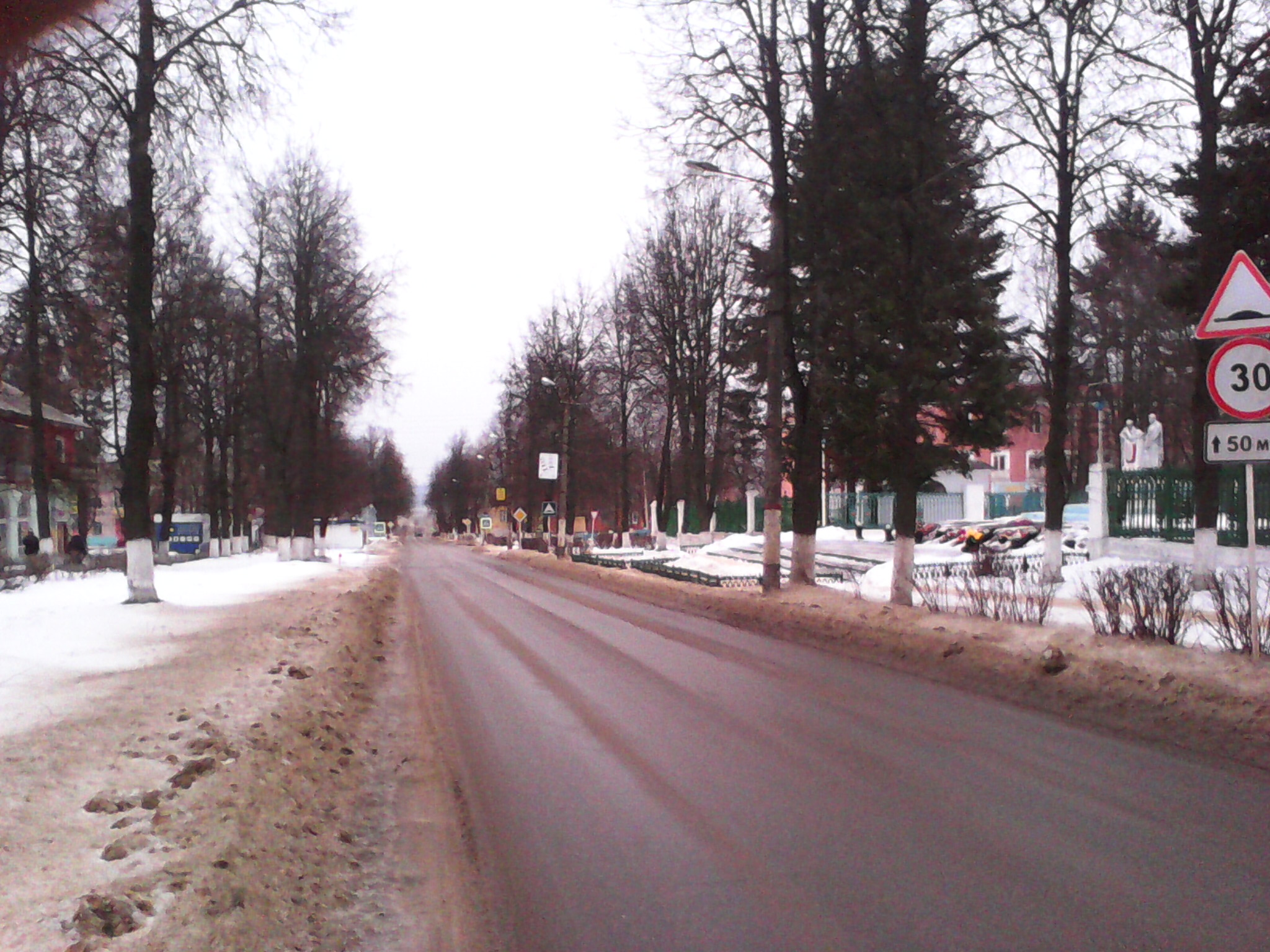
ул. Энергетиков
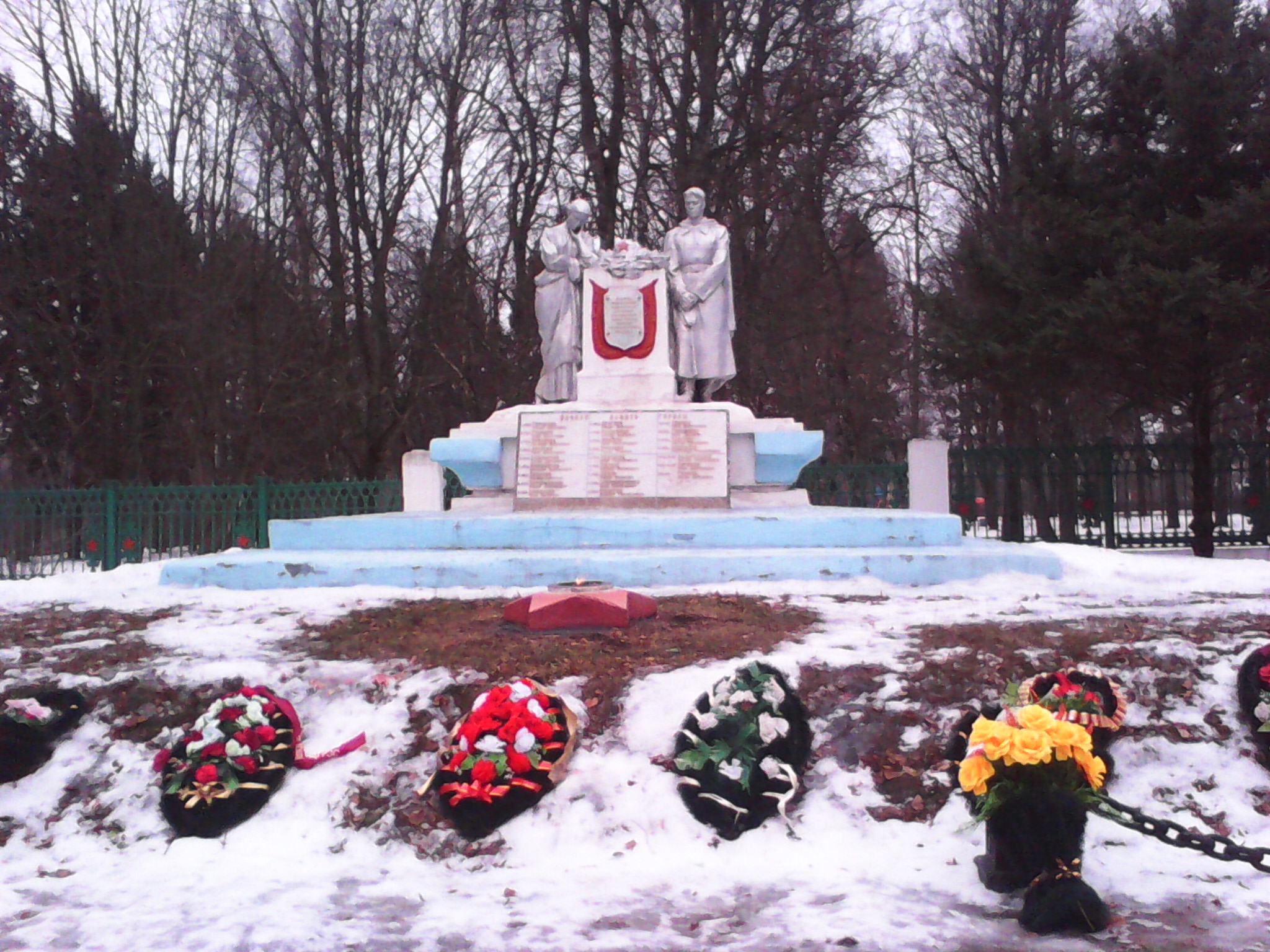
Вечный Огонь
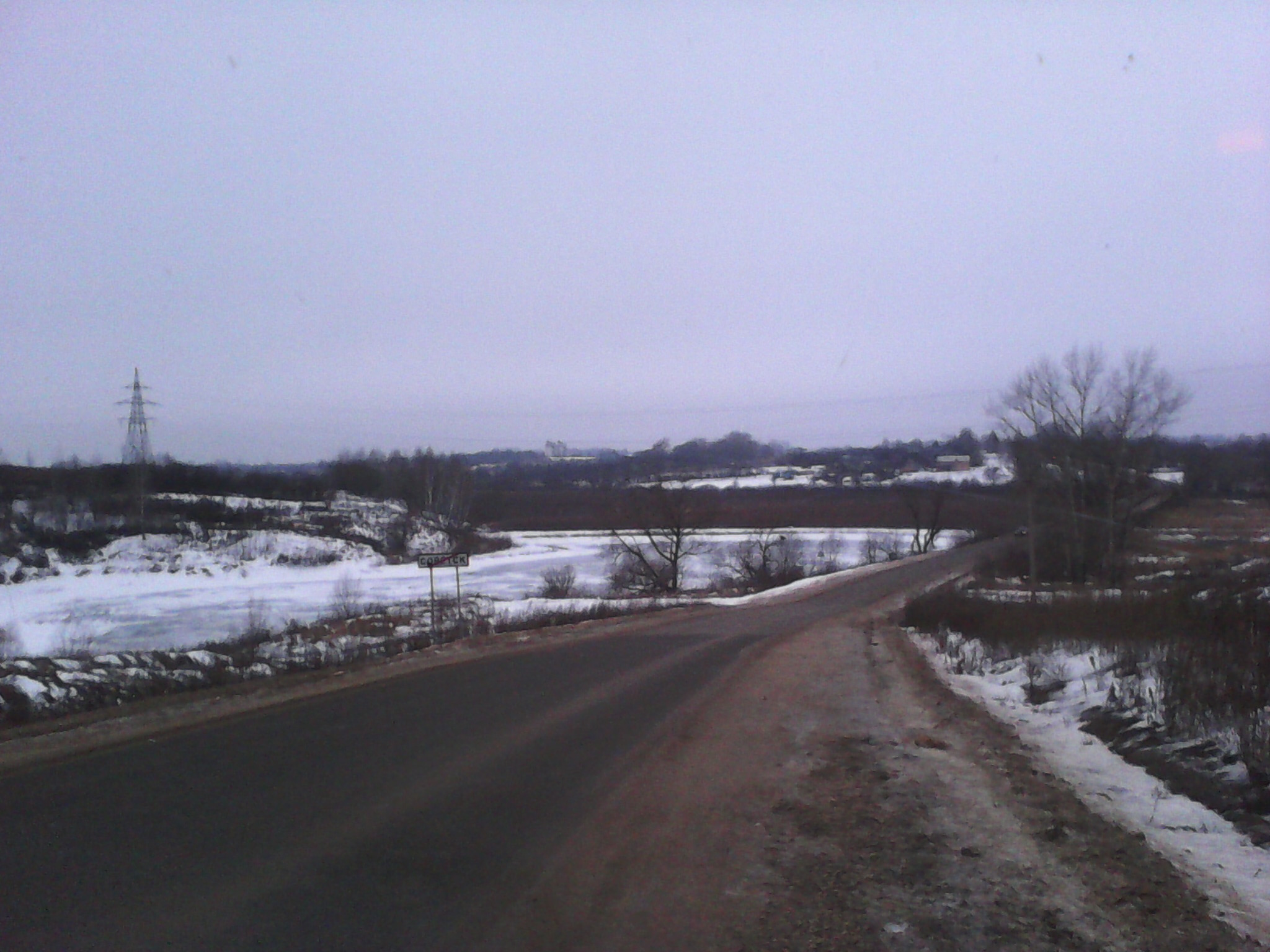
окрестности при выезде из города